# Eleonora Elisabeth Fairbairn
Eleonora Elisabeth Hamburger-Fairbairn (Londen, 13 oktober 1809 – Amsterdam, 29 juni 1858) was een Brits schilder en tekenaar, werkzaam in Nederland.

## Leven en werk
Eleonora of Ellen Fairbain werd geboren in Engeland. Ze trouwde rond 1835 met de uit Duitsland afkomstige Johan Coenraad Hamburger (1809-?), die in 1834 hofschilder was geworden van de Britse koning Willem IV. Kort na de geboorte van dochter Hélène Hamburger (1836-1919) verhuisde het gezin naar Amsterdam. Fairbairn exposeerde een aantal malen in Amsterdam. Ze schilderde stillevens, jachttaferelen en vogelvoorstellingen. Als kopiist maakte ze tekeningen naar het werk van onder anderen Melchior d'Hondecoeter, Karel Dujardin en Cornelis Kruseman. Haar werk werd gekocht door onder anderen koning Willem II.
In 1845 werden Fairbairn en haar echtgenoot lid van de Koninklijke Akademie van Beeldende Kunsten in Amsterdam.
Fairbairn overleed in 1858, op 48-jarige leeftijd.